# Record of Grancrest War
Record of Grancrest War (яп. グランクレスト戦記, Gurankuresuto Senki, укр. «Легенда про Ґранкрест») — серія ранобе та настільна рольова гра, створені Рьо Мізуно й проілюстрована Мію. Видавництво Fujimi Shobo випустило її у десяти томах з 2013 до 2018 року під імпринтом Fujimi Fantasia Bunko.
Манґа-адаптація перших двох томів ранобе з ілюстраціями Макото Йоцуби публікувалася з червня 2016 до червня 2018 року в журналі Young Animal від Hakusensha. Вона зібрана у семи томах танкобон. Аніме-серіал від A-1 Pictures транслювався з 6 січня до 23 червня 2018 року. Стратегічна відеогра для PlayStation 4 вийшла 14 червня 2018 року.

## Синопсис
Колись у світі панував Хаос. Хаос — одна з багатьох особливостей цього загадкового світу. Його концентрація спотворює закони природи, що призводить до появи демонів та природних катастроф, які люди називають «бичем Хаосу». Потім з'явився «людина зі священною печаткою», що відновила порядок. Його назвали Лорд. Він був єдиним, хто міг користуватися печаткою і тому захищав людей від Хаосу. Внаслідок його дій території, зайняті людьми, миттєво розширилися.
Але все має свою добру та погану сторону. Коли рівень Хаосу знизився, Печатки стали знаряддями для боротьби за владу. На даний момент усі люди поділені між Союзом Фантазії та Альянсом Фабрики. З часом правителі обох силових блоків вирішили влаштувати весілля своїх спадкоємців, щоб об'єднати їх і завершити створення Великої Печатки — символу порядку для вічного миру. Однак обидва герцоги були усунуті і на їхніх територіях розгорнулися війни за участю нових сил. У центрі цієї битви опинилася студентка Магічної Академії на ім'я Сілука, на яку звернув увагу Лорд Віллар. Метою Сілуки було укласти з Вілларом угоду і, прямуючи до Алтирка (де Віллар правив), вона опинилася в оточенні ворожих солдатів, але Лорд Тео прийшов їй на допомогу. І так розпочинаються їхні пригоди.

## Персонажі
Тео Корнаро (яп. テオ・コルネーロ, Teo Korunēro)
Сейю: Кентаро Кумагаї (оригінал), Брендон Вінклер (англійський дубляж)
Тео володіє пачаткою (яка є символом знатності та надає надлюдські здібності), отриманим після перемоги над монстром, тоді як зазвичай його передають від іншого носія. Він прагне принести мир на землі і Сілука клянеться допомогти йому в цьому. Під час подорожі через ліс вони з Сілукою ховаються від дощу, де він зізнається їй у своїх почуттях. Згодом Тео стає лідером Альтиркського договору, а потім – Імператором після об'єднання Альянсу Фабрики та Союзу Фантазії через заручини їхніх лідерів. Через три роки після об'єднання він одружується з Сілукою та зрікається трону на користь Алексіса Дусе, щоб разом із дружиною повернутися на батьківщину.
Сілука Мелетес (яп. シルーカ・メレテス, Shirūka Meretesu)
Сейю: Акарі Кіто (оригінал), Дженні Тірадо (англійський дубляж)
Сілука — 17-річна магиня з великим талантом, яка прагне припинити чвари між лордами. Вона першою встановила контакт із Тео й має кота-фамільяра, який є королем котячого королівства та може пересуватися тінями. Під час подорожі через ліс Тео зізнається їй у своїх почуттях, коли вони ховаються від дощу і вона відповідає взаємністю. З піднесенням Тео як імператора вона стає Верховною Імперською Магинею та виходить за нього заміж. Після того, як Тео зрікається престолу на користь Алексіса, вони разом повертаються на його батьківщину.
Ірвін (яп. アーヴィン, Āvin)
Сейю: Юічі Накамура (оригінал), Алан Лі (англійський дубляж)
Власник демончої печатки, яка надає йому надзвичайні бойові здібності. Він є одним із найсильніших воїнів і носить титул Камергера, будучи одним із охоронців Архігерцогів (найвищого рівня носіїв печатки). Його рухи настільки швидкі, що непідготовлене око їх не помічає. Він стає охоронцем Сілуки після того, як визнає її здібності, адже вона єдина відчула небезпеку Хаосу, який убив двох Архігерцогів.=
Айшела (яп. アイシェラ, Aishera)
Сейю: Рейна Уеда (оригінал), Аллегра Кларк (англійський дубляж)
Подруга Сілуки, також власниця демончої печатки й одна з найкращих бійчинь. Часом проявляє збочені й легкі психопатичні нахили. Вона підтримує Сілуку у прагненні до миру, хоча за наказом Пандори ледь не вбила її та Тео. Однак відтоді печатка Пандори була знищена і вона повністю підтримує Сілуку та Тео.
Лассік Девід (яп. ラシック・ダビッド, Rashikku Dabiddo)
Сейю: Сатоші Хіно (оригінал), Імарі Вільямс (англійський дубляж)
Колишній носій печатки та лорд країни, що межує з володіннями Тео. Після поразки від нього вирішує служити Тео та передає йому свою амбіцію підкорити всі нації, оскільки вірить, що Тео має для цього силу.
Морено Дортус (яп. モレーノ・ドルトゥス, Morēno Dorutusu)
Сейю: Йошицугу Мацуока (оригінал), Люсьєн Додж (англійський дубляж)
Маг на службі у Лассіка та колишній старшокурсник Сілуки в академії магії. Один із небагатьох магів, що досконало володіє мечем, оскільки вірить, що сучасні маги повинні битися на передовій. Завдяки цьому він здатний здолати Сілуку.
Присцила Фарнезе (яп. プリシラファルネーゼ, Purishira Farunēze)
Сейю: Нацумі Такаморі (оригінал), Кейлі Міллс (англійський дубляж)
Жриця релігійного Ордену Печатки. Має те саме прізвище, що й покійний Папа. Присцила сподівається допомогти Лорду Тео в його, як вона вважає, «божественній битві з підкорення Хаосу». Володіє тривимірною печаткою під назвою «Святий Грааль», за допомогою якого лікує людей. Коли Сілука натякає на можливий родинний зв'язок, Присцила ввічливо її зупиняє. Пізніше її вбиває чинний Папа Ордену Печатки, який перебував під впливом Пандори.
Маріне Крайше (яп. マリーネ・クライシェ, Marīne Kuraishe)
Сейю: Каяно Аї (оригінал), Еріка Харлахер (англійський дубляж)
Марграфиня, що очолила Альянс Фабрики після загибелі її батька, архігерцога, разом із архігерцогом Союзу Фантазії у день її весілля (пізніше відомий як «Трагедія у Великій Залі»). Попри те, що вона досі кохає Алексіса Дусе, політична напруга між Альянсом і Союзом не дозволяє їм мирно поговорити. Крім того, вона дала клятву шанувати пам'ять батька як лідерка Альянсу, що змушує її йти шляхом війни, вважаючи своє кохання до Алексіса неможливим. Вона навіть поступається своєю цнотою Мірзі Кучесу, щоб здобути його як союзника. Однак пізніше, завдяки Тео та Альтиркському договору, вона знову заручається з Алексісом для об'єднання Альянсу та Союзу. Через три роки Тео, Сілука, Алексіс і Маріне проводять спільне весілля. Маріне народжує близнюків, а Тео зрікається престолу на користь Алексіса, щоб разом із Сілукою повернутися додому. Після коронації її чоловіка як Другого Імператора Леону вона стає його канцлером
Обесте Мелетес (яп. アベストメレテス, Abesuto Meretesu)
Сейю: Сатоші Мікамі (оригінал), Бен Леплі (англійський дубляж)
Лідер магів Альянсу Фабрики та прийомний батько Сілуки. Він служить магом у Маріне Крайше. Попри любов до Сілуки, завжди ставить обов'язок вище за сім'ю.
Вільяр Констанс (яп. ヴィラール・コンスタンス, Virāru Konsutansu)
Сейю: Сакурай Такахіро (оригінал), Грег Чун (англійський дубляж)
Граф Альтирка та кузен Маріне, хоча належить до Союзу Фантазії. Відомий як розпусний лорд через те, що укладає контракти з молодими магинями, хоча насправді це лише прикриття, щоб захистити їх від переслідувань. Він розриває ці контракти, коли магині досягають 25-річного віку, дозволяючи їм виходити заміж.
Саме з ним мала укласти угоду Сілука, поки не зустріла Тео. Вільяр загинув у Замку Єдинорога, коли його зрадив Мірза, а підкріплення Маріне добило його сили.
Марґарет Одіус (яп. マーガレット・オディウス, Māgaretto Odiusu)
Сейю: Юко Кайда (оригінал), Лорен Ланда (англійський дубляж)
25-річна магиня з Дартанії, яка була під контрактом із Лордом Вільяром Констансом. Вона старша за Сілуку та була її наставницею. Пожертвувала своїм життям, захищаючи Вільяра від армії Маріне.
Мірза Кучес (яп. ミルザー・クーチェス, Miruzā Kūchesu)
Сейю: Ватару Хатано (оригінал), Кайдзі Танг (англійський дубляж)
Кривавий принц Дартанії — невеликої острівної країни, що межує з Альтирком через море. Друг Лорда Вільяра, який останні п'ять років подорожував у секретності. Зневажає людей без амбіцій, навіть власних солдатів, якщо вважає, що вони їх втратили. Загинув у битві від руки Тео.
Алексіс Дусе (яп. アレクシス・ドゥーセ, Arekushisu Dūse)
Сейю: Юічі Ігучі (оригінал), Алекс Ле (англійський дубляж)
Син покійного архігерцога Союзу Фантазії. Ідеаліст і романтик, який мав одружитися з Маріне Крайше, але їхнє весілля було зірване під час Трагедії у Великій Залі. Попри політичну напругу, Алексіс продовжував кохати Маріне та прагнув її руки, хоча ситуація здавалася безнадійною. Однак після втручання Альтиркського договору вони зрештою знову заручилися, щоб об'єднати Альянс Фабрики та Союз Фантазії. Згодом він стає Другим Імператором Леону.
Сельже Констанс (яп. セルジュ・コンスタンス, Seruju Konsutansu)
Сейю: Сімоно Хіро (оригінал), Алехандро Сааб (англійський дубляж)
Граф Регалії та брат Лорда Вільяра, відомий як «Граф-втікач». Відіграв вирішальну роль у розгромі Мірзи та його могутніх дартанійських військ силами Тео та Альтиркського договору. Зрікся прізвища Констанс на користь дівочого прізвища матері та передав продовження роду своєму молодшому брату, Віконту Іґору.

## Медіа

### Ранобе
Перший том ранобе був опублікований Fujimi Shobo у їхньому імпринті Fujimi Fantasia Bunko 20 серпня 2013 року, а десятий і останній – 20 березня 2018 року. Додатковий том, присвячений прологам та епілогам, вийшов 20 вересня 2018 року.
Спін-офф ранобе під назвою Grancrest Adept: Mushoku no Seijo, Soen no Kenshi (яп. グランクレスト・アデプト 無色の聖女、蒼炎の剣士, Gurankuresuto Adepto: Mushoku no Seijo, Soen no Kenshi) , написане Рьо Мізуно та Нотане Какі, з ілюстраціями Аюму Касуґи, було опубліковане Fujimi Shobo 20 вересня 2013 року.
| №  | Назва                                                  | Дата виходу       | ISBN                   |
| -- | ------------------------------------------------------ | ----------------- | ---------------------- |
| 1  | Niji no Majo Shirūka 虹の魔女シルーカ                  | 20 серпня 2013    | ISBN 978-4-04-071114-0 |
| 2  | Tokoyami no Jōshū, Jinrō no Joō 常闇の城主、人狼の女王 | 20 грудня 2013    | ISBN 978-4-04-712978-8 |
| 3  | Hakua no Kōshi 白亜の公子                              | 19 липня 2014     | ISBN 978-4-04-070199-8 |
| 4  | Shikkoku no Kōjo 漆黒の公女                            | 20 січня 2015     | ISBN 978-4-04-070200-1 |
| 5  | Shisutina no Kaihōsha (Jō) システィナの解放者(上)      | 19 липня 2015     | ISBN 978-4-04-070650-4 |
| 6  | Shisutina no Kaihōsha (Ge) システィナの解放者(下)      | 19 грудня 2015    | ISBN 978-4-04-070649-8 |
| 7  | Futatsu no Michi ふたつの道                            | 20 травня 2016    | ISBN 978-4-04-070885-0 |
| 8  | Ketsui no Senjō 決意の戦場                             | 19 листопада 2016 | ISBN 978-4-04-070886-7 |
| 9  | Kessen no Toki 決戦の刻                                | 20 жовтня 2017    | ISBN 978-4-04-070887-4 |
| 10 | Great Emperor Theo Shiso Koutei Theo (始祖皇帝テオ)    | 20 березня 2018   | ISBN 978-4-04-072648-9 |
|    | DO Genealogy of Heroes グランクレスト戦記DO 英雄の系譜 | 20 вересня 2018   | ISBN 978-4-04-072649-6 |

### Настільна рольова гра
Паралельно з ранобе Рьо Мідзуно та Шунсаку Яно розробили настільну рольову гру під назвою Grancrest RPG.
Було випущено два довідники з правилами:
- 20 грудня 2013 року (ISBN 978-4-04-712983-2)
- 18 січня 2014 року (ISBN 978-4-04-070015-1)

Доповнення вийшло 19 вересня 2015 року (ISBN 978-4-04-070714-3).
Також були опубліковані датабуки з додатковою інформацією та стилями гри:
- 18 червня 2014 року (ISBN 978-4-04-070121-9)
- 19 березня 2015 року (ISBN 978-4-04-070121-9)

Крім того, було випущено понад десяток книг із записами ігрових партій.

### Аніме
Аніме-адаптацію серії ранобе було анонсовано в жовтні 2016 року, а в травні 2017 року підтверджено, що це буде телевізійний серіал. Аніме створено студією A-1 Pictures, режисером виступив Шінічі Омата (під псевдонімом Мамору Хатакеяма), сценарій написаний WriteWorks, а за композицію серіалу відповідали Рьо Мідзуно та Шунсаку Яно. Дизайном персонажів займався Хіроші Яко, звукорежисером був Йошікадзу Іванамі, а музику склав Юґо Кано.
Серіал транслювався з 6 січня 2018 року по 23 червня 2018 року на Tokyo MX та інших телеканалах. Серіал складався з 24 епізодів. Перший опенінґ — «Starry» Машіро Аяно, а ендонінг — «Pledge» Asca. Другим опенінґом є «Rin» (яп. 凛, Cold) Аски, а ендонінгом є «Shōdō» (яп. 衝動, Impulse) Аяно. Компанія Aniplex of America ліцензувала серіал. Серіал транслювався одночасно на AnimeLab в Австралії та Новій Зеландії. MVM Entertainment придбала серіал для випуску в Великобританії та Ірландії.